# Fíalo (hijo de Bucolión)
En la mitología griega, Fíalo era un rey de Arcadia coetáneo del rey Procles de Esparta. Era hijo y sucesor de Bucolión. Se quiso atribuir la fundación de la ciudad de Figalia (que en realidad había fundado Fígalo), cambiándole su nombre por Fialia.
Fue sucedido por su hijo Simo, con el que continuó la estirpe real de los descendientes de Arcas que proporciona Pausanias.
| Predecesor: Bucolión | Reyes de Arcadia | Sucesor: Simo |